# Черінгма
Черінгма — трав’яний чай, популярний у Бутані.

## Назва
Назва походить від бутанської богині довголіття, багатства та процвітання.

## Склад
Чай складається лише з двох інгредієнтів. Перший - це пелюстки рослини сафлора (Carthamus tinctorius), відомий як «гургум», який лікує серце і нерви, а другим інгредієнтом є кора кореня рослини індійський лавровий лист Cinnamomum tamala (місцево відома як шинг-ча), яка дає напою аромат і сприяє травленню.